# 浮山県
浮山県（ふざん-けん）は中華人民共和国山西省臨汾市に位置する県。

## 歴史
619年（武徳2年）、唐代により設置された神山県を前身とする。金代には1167年（大定7年）に浮山県と、1220年（興定4年）に忠孝県と改称されたが、元代に浮山県にもどされた。
1958年に廃止となり臨汾県に編入されたが、1960年に再設置され現在に至る。

## 行政区画
- 鎮:天壇鎮、響水河鎮、北王鎮、張荘鎮
- 郷:東張郷、槐埝郷、寨圪塔郷